# The ten commandments
Mười điều răn (tiếng Anh: The ten commandments) là một phim sử thi do Cecil B. DeMille đạo diễn, xuất phẩm 5 tháng 10 năm 1956 tại Los Angeles.

## Lịch sử
Trước khi khởi thảo kịch bản Mười điều răn, Cecil B. DeMille thuộc số ít đạo diễn trải qua cả hai thời kỳ phim câm và phim tiếng, nhưng phong cách ông vốn thuần lãng mạn và thường đặt nặng yếu tố thương mại hơn là nghệ thuật. Bộ phim Mười điều răn được coi là bước ngoặt nhưng cũng là tác phẩm điện ảnh cuối cùng trước khi hồi hưu của Cecil B. DeMille. Mục đích làm phim này của ông là để tôn vinh tín ngưỡng của mẹ mình - một Cơ Đốc hữu toàn tòng, trong khi bản thân Cecil B. DeMille lại không mộ đạo. Phim cũng được coi là sự tiếp nối thành công nghệ thuật của Samson và Delilah.

## Nội dung
- Ngài Moshe xót cảnh ngộ con cái Ysrael
- Ngài Moshe được Chúa chọn làm thủ lĩnh Ysrael
- Ngài Moshe đòi pharaoh Ramshe để người Ysrael đi
- Ngài Moshe dẫn con cái Ysrael vượt Hồng Hải
- Ngài Moshe vào núi được Chúa ban Mười Điều Răn
- Ngài Moshe trị bọn bội ước và ổn định Ysrael

## Kĩ thuật
Phim thực hiện tại Mỹ và Ai Cập các năm 1954 và 1955.

### Sản xuất
- Tuyển lựa: Bert McKay
- Điều phối: Albert Nozaki, Hal Pereira, Walter H. Tyler
- Trang trí: Sam Comer, Ray Moyer
- Trang điểm: Nellie Manley, Frank McCoy, Frank Westmore, Wally Westmore, Hamdi Al Abdel, Peggy Adams, Abdel Hakeem Ahmed, Hamdy Ahmed, Shousha Ahmed, Zakeria Ahmed, Erfan Aly, John A. Anderson, Sayed Awad, Bud Bashaw Jr., Larry Butterworth, Willard Colee, Olga Collings, Robert Dawn, Armand Delmar, Frank Delmar, Doris Durkus, Mahmoud El Sayed, Max Factor, Ibraham Abdel Fattel, Mohamed Fouad, Bertha French, Charles Gemora, Jane Gorton, Florence Guernsey, Faye Hanlin, Doris Harris, Ahmed Higazy, John G. Holden, Hussein Hussein al Sayed, Aly Iman, Issa Ahmed Issa, Alma Johnson, Dick Johnson, A. C. Karnagel, Sam Kaufman, Eugene Klum, Beth Langston, Lillian Lashin, Helen Lierly, Raymond Lopez, Mohamed Magdy, Youssef Mahmed, Paul Malcolm, Mohamed Mamdough, Wanda McGee, Mahmoud Metwally, Terry Miles, Sayed Mohamad, Fouad Ramadan Mohamed, Abdel Moneim Moussa, Sayed Ahmed Moustafa, Dick Narr, Helene Parrish, Sidney Perell, Louis Phillipi, Norman Pringle, Hamdi Rafaat, Sobhy Rasta, Leonora Sabine, Eric Seelig, Fae M. Smith, Abdel Hameed Soliman, Lavaughn Speer, Jack Stone, Hassan Taha, Harry Thomas, Hazel R. Thompson, Vera Tomei, Lenore Weaver

### Diễn xuất
- Charlton Heston as Moses / YHWH
- Yul Brynner as Ramesses II
- Anne Baxter as Nefertari
- Edward G. Robinson as Dathan
- Yvonne De Carlo as Zipporah
- Debra Paget as Lilia
- John Derek as Joshua
- Sir Cedric Hardwicke as Seti I
- Nina Foch as Bithiah
- Martha Scott as Jochebed
- Judith Anderson as Memnet
- Vincent Price as Baka
- John Carradine as Aaron
- Olive Deering as Miriam
- Douglass Dumbrille as Jannes
- Frank de Kova as Abiram
- Henry Wilcoxon as Pentaur
- Eduard Franz as Jethro
- Donald Curtis as Mered
- Lawrence Dobkin as Hur Ben Caleb
- H. B. Warner as Amminadab
- Julia Faye as Elisheba
- Lisa Mitchell (Lulua) • Noelle Williams • Joanna Merlin • Pat Richard • Joyce Vanderveen • Diane Hall as Con gái Jethro
- Abbas El Boughdadly as Kị binh Rameses
- Cavalry Corps, Egyptian Armed Forces as Pharaoh's Chariot Host
- Fraser Clarke Heston as Moses nhỏ
- John Miljan as Người mù
- Francis McDonald as Simon
- Ian Keith as Ramesses I
- Paul De Rolf as Eleazar
- Woodrow Strode as Quốc vương Aethiopia
- Tommy Duran as Gershom
- Eugene Mazzola as Con trai Rameses (Amun)
- Ramsay Hill as Korah
- Joan Woodbury as Vợ Korah
- Esther Brown as Công chúa Tharbis
- Babette Bain as Miriam nhỏ[5]

## Hậu trường
Mặc dù trong vai hai vị lãnh đạo có quan điểm đối lập nhau, nhưng bộ phim này đã ấn định Charlton Heston và Yul Brynner là những "vị vua" của dòng phim cổ trang Hollywood thế kỷ XX.

### Tư liệu
- The Ten Commandments trên Internet Movie Database
- The Ten Commandments tại TCM Movie Database
- The Ten Commandments tại Box Office Mojo
- The Ten Commandments tại Rotten Tomatoes
- Production design drawings for The Ten Commandments, Margaret Herrick Library, Academy of Motion Picture Arts and Sciences
- Costume design drawings for The Ten Commandments, Margaret Herrick Library, Academy of Motion Picture Arts and Sciences